# Schleicher K 8

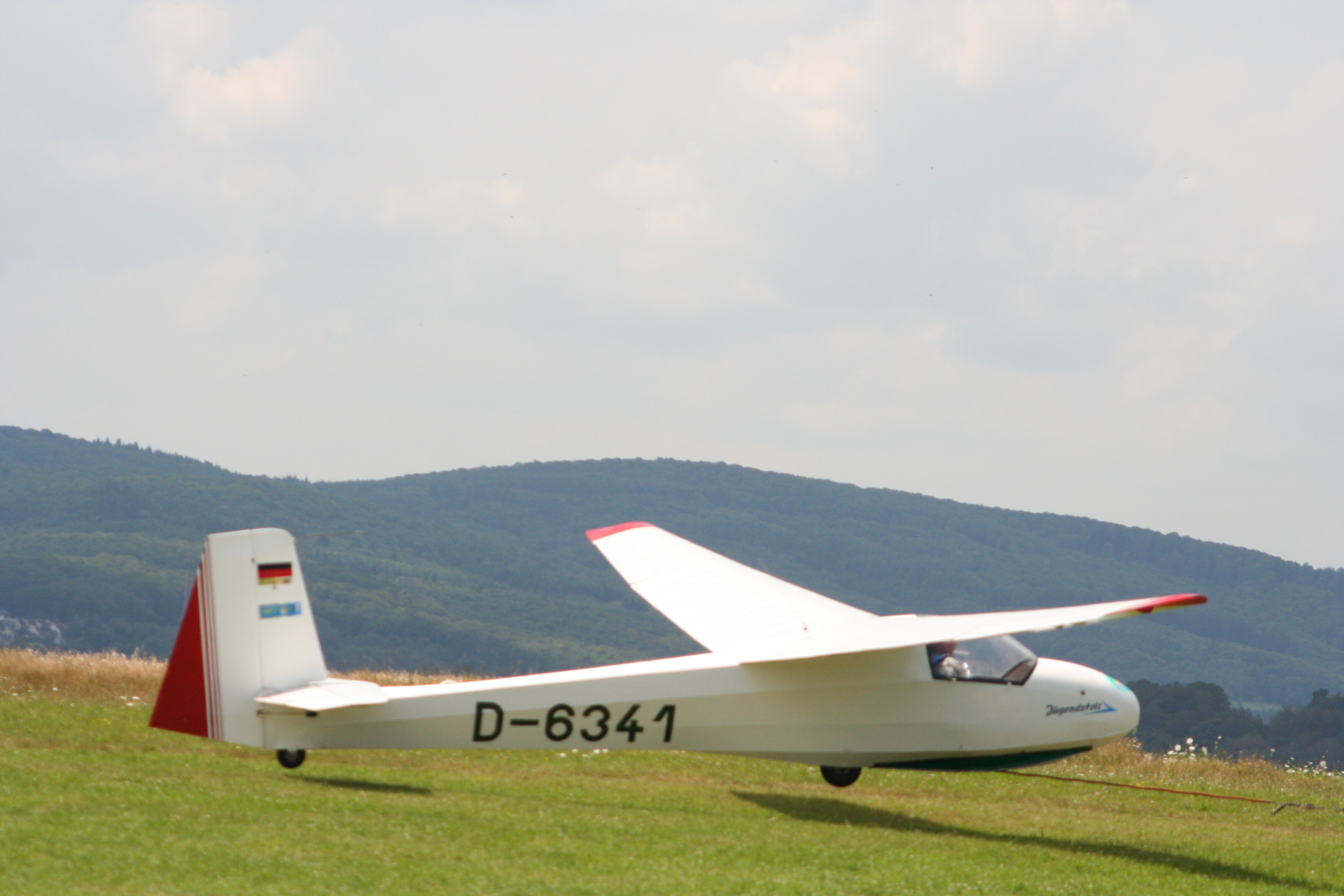
En Schleicher K 8

Schleicher K 8 är ett tyskt högvingat segelflygplan tillverkat av Alexander Schleicher Flugzeugbau i Poppenhausen. Det fanns i tre versioner och prototypen flög första gången i november 1957. Planet har stålskelett och är klätt med duk. Vingarna är av trä och klädda med plywood och noskonen är av glasfiber.
Planets enkla konstruktion gjorde det populärt bland självbyggare och ett tjugotal K 8B har bland annat byggts i Finland. Totalt tillverkades 1 212 exemplar.